# 5 nm
5 nm désigne le procédé de fabrication des semi-conducteurs qui succède au procédé 7 nm. En 2018, le fabricant TSMC annonce que le début de la production en volume de microprocesseurs utilisant cette technologie commencerait en 2020, basée sur la photolithographie EUV. Apple utilise cette technologie pour ses puces A14, A15 et M1.
Le kirin 9000 de HiSilicon, sorti à l'automne 2020, est le deuxième processeur mobile du monde (après la puce A14 d'Apple) à être gravée en technologie 5 nm.
En novembre 2020, Samsung Electronics présente son premier processeur 5 nm, l'Exynos 1080. Il est suivi en janvier 2021 par l'Exynos 2100, également 5 nm, qui équipe notamment les Galaxy S21.